# Andre Hal
Andre Jeroy Hal Jr. (Port Allen, 30 maggio 1992) è un giocatore di football americano statunitense che gioca nel ruolo di cornerback per gli Houston Texans della National Football League (NFL). Fu scelto nel corso del settimo giro (211º assoluto) del Draft NFL 2014. Al college giocò a football alla Vanderbilt University.

## Carriera professionistica

### Houston Texans
Hall fu scelto nel corso del settimo giro del Draft 2014 dagli Houston Texans. Debuttò come professionista subentrando nella gara della settimana 1 vinta contro i Washington Redskins in cui mise a segno un tackle. La sua stagione da rookie si chiuse disputando 14 partite, con 21 tackle e 4 passaggi deviati.
Nel sesto turno della stagione 2015, Hal mise a segno i primi due intercetti in carriera ai danni di Blake Bortles di Jacksonville Jaguars, ritornandone uno per 41 yard in touchdown.

## Statistiche
| Partite totali      | 14 |
| Partite da titolare | 0  |
| Tackle              | 21 |
| Sack                | 0  |
| Intercetti          | 0  |

Statistiche aggiornate alla stagione 2014